# 中国旅游协会
中国旅游协会是中华人民共和国旅游行业社团组织和企事业单位组成的全国性、综合性、非营利性社会团体，1986年1月30日成立。